# NGC 3614A
NGC 3614A је спирална галаксија у сазвежђу Велики медвед која се налази на NGC листи објеката дубоког неба.
Деклинација објекта је + 45° 43' 1" а ректасцензија 11h 18m 11,8s. Привидна величина (магнитуда) објекта NGC 3614 износи 14,4 а фотографска магнитуда 15,0. NGC 3614A је још познат и под ознакама MCG 8-21-14, PGC 34562.